# Coupe des nations de rink hockey 1922
Navigation
Coupe des nations 1921 Coupe des nations 1923
La Coupe des nations de rink hockey 1922 est la 2e édition de la compétition. La coupe se déroule en avril 1922 à Montreux.

## Déroulement
La compétition oppose deux équipes sur trois matchs.

## Résultat
| Match | Équipe      | Résultat | Équipe   |
| ----- | ----------- | -------- | -------- |
| 1º    | HC Montreux | 4-2      | Paris HC |
| 2º    | HC Montreux | 5-2      | Paris HC |
| 3º    | HC Montreux | 4-2      | Paris HC |
|       |             |          |          |
| Tot   | HC Montreux | 13-6     | Paris HC |

## Classement final
| Vainqueur du tournoi de Montreux 1922 |
| ------------------------------------- |
| Montreux HC 2°                        |